# Катав-Ивановское городское поселение
Катав-Ивановское городско́е поселе́ние — муниципальное образование в Катав-Ивановском районе Челябинской области Российской Федерации.
Административный центр — город Катав-Ивановск.

## История
Статус и границы городского поселения установлены Законом Челябинской области от 9 июля 2004 года № 241-ЗО «О статусе и границах Катав-Ивановского муниципального района, городских и сельских поселений в его составе»

## Население
| 2002    | 2009    | 2010    | 2011    | 2012    | 2013    | 2014    |
| ------- | ------- | ------- | ------- | ------- | ------- | ------- |
| 20 373  | ↘18 825 | ↘17 784 | ↘17 745 | ↘17 477 | ↘17 170 | ↘16 869 |
| 2015    | 2016    | 2017    | 2018    | 2019    | 2020    | 2021    |
| ↘16 685 | ↘16 460 | ↘16 210 | ↘15 987 | ↘15 777 | ↘15 611 | ↘14 719 |
| 2023    |         |         |         |         |         |         |
| ↘14 509 |         |         |         |         |         |         |

## Состав
| № | Населённый пункт | Тип населённого пункта        | Население |
| - | ---------------- | ----------------------------- | --------- |
| 1 | Катав-Ивановск   | город, административный центр | ↘14 454   |
| 2 | Нильский         | посёлок                       | ↘0        |
| 3 | Половинка        | посёлок                       | ↘154      |